# (5705) Ericsterken
(5705) Ericsterken (1965 UA) – planetoida z pasa głównego asteroid okrążająca Słońce w ciągu 3,53 lat w średniej odległości 2,32 j.a. Odkryta 21 października 1965 roku.